# Stars (album, Simply Red)
Stars je čtvrté studiové album britské skupiny Simply Red, které bylo vydáno 30. září 1991. V roce 1992 bylo nominováno na Mercury Prize.

## Seznam skladeb
Autorem všech skladeb je Mick Hucknall, pokud není uvedeno jinak.
Strana 1
1. „Something Got Me Started“ (Hucknall/Fritz McIntyre) – 4:01
2. „Stars“ – 4:08
3. „Thrill Me“ (Hucknall/McIntyre) – 5:04
4. „Your Mirror“ – 3:59
5. „She's Got It Bad“ – 3:33

Strana 2
1. „For Your Babies“ – 4:17
2. „Model“ – 3:46
3. „How Could I Fall“ – 4:45
4. „Freedom“ – 3:52
5. „Wonderland“ – 3:49

## Obsazení
- Mick Hucknall – hlavní a doprovodné vokály
- Fritz McIntyre – klávesy, hlavní a doprovodné vokály
- Tim Kellett – klávesy
- Heitor T P – kytara
- Ian Kirkham – saxofon
- Gota – bicí, perkuse, programování
- Shaun Ward – baskytara
- Jess Bailey – klávesy, programování kláves
- Rowetta – doprovodné vokály